# Будилов (Тернопольская область)
Буди́лов (укр. Будилів) — село в Козовской поселковой общине Тернопольского района Тернопольской области Украины.
До 2020 года входило в Козовский район.
Код КОАТУУ — 6123080401. Население по переписи 2001 года составляло 785 человек.

## Географическое положение
Село Будилов находится на правом берегу реки Стрыпа,
выше по течению на расстоянии в 0,5 км расположено село Медовая,
ниже по течению на расстоянии в 5 км расположено село Плотыча,
на противоположном берегу — село Тауров.
На реке сделана большая запруда.

## История
- 1450 год — дата основания.

## Объекты социальной сферы
- Школа.
- Детский сад.
- Дом культуры.
- Фельдшерско-акушерский пункт.

## Достопримечательности
- Братская могила советских воинов.